# Gao Zhunyi
Pour les articles homonymes, voir Gao.
Gao Zhunyi est un footballeur international chinois né le 21 août 1995 à Yanji. Il évolue au poste de défenseur au Wuhan Three Towns.

## Biographie

### En équipe nationale
Il reçoit sa première sélection en équipe de Chine le 10 janvier 2017, en amical contre l'Islande (défaite 0-2).